# Hyles murina
Hyles murina är en fjärilsart som beskrevs av Jules Leon Austaut 1905. Hyles murina ingår i släktet Hyles och familjen svärmare. Inga underarter finns listade i Catalogue of Life.